# Wind of Change (Scorpions-sang)
 For alternative betydninger, se Wind of Change. (Se også artikler, som begynder med Wind of Change)
Wind of Change er en sang af heavy rock-bandet Scorpions, som er blevet et af symbolerne på de store omvæltninger i Europa i slutningen af 1980'erne i form af Berlinmurens og kommunismens fald. Sangen blev udgivet på albummet Crazy World fra 1990 og som single i januar 1991 og betragtes af mange som bandets største hits. Den blev nummer et på hitlisterne i 11 lande.
Med et estimeret salg på 14 millioner eksemplarer på verdensplan er sangen er af de bedst sælgende singler i verdenshistorien.

## Indhold
Sangen er skrevet af bandets forsanger Klaus Meine og bygger på hans indtryk fra en stor koncert i Moskva i august 1989, hvor den sovjetiske styre for første gang tillod en koncert med et vestligt rockband. The Scorpions havde tidligere selv deltaget i lignende koncerter i Budapest i 1986 og Leningrad i 1988. I 1991 blev bandet inviteret til Kreml af Mikhail Gorbatjov.
Titlen er formentlig en reference til Bob Dylans sange Blowin’ in the Wind og The Times they are a-changing. I sangen bevæger fortælleren sig langs floden Moskva til Gorkij Park, hvor selv de forbipasserende soldater lytter til forandringens vinde, der blæser overalt. Sangen er rig på sproglige billeder såsom "frihedens klokke", der opfordrer til fred i sindet og "lad din balalajka synge, hvad min guitar prøver at fortælle".
Ved tiåret for Berlinmurens fald 9. november 1999 spillede The Scorpions sangen ved Brandenburger Tor akkompagneret af 160 cellister. Seerne af den tyske tv-station ZDF kårede i 2005 sangen som årtiets sang..
Sangen er optaget i Højskolesangbogen og er blandt andet også brugt som udgangssang i den romantiske nytårsfilm "In Search of a Midnight Kiss" (2007).